# Муцана дел Турняно
Муца̀на дел Турня̀но (на италиански: Muzzana del Turgnano; на фриулски: Muçane, Мучане) е малко градче и община в Северна Италия, провинция Удине, автономен регион Фриули-Венеция Джулия. Разположено е на 7 m надморска височина. Населението на общината е 2673 души (към 2010 г.).